# Santaluz
Santaluz là một đô thị thuộc bang Bahia, Brasil. Đô thị này có diện tích 1597,202 km², dân số năm 2007 là 31189 người, mật độ 19,5 người/km².